# Aix-en-Provence Open
L'Aix-en-Provence Open è stato un torneo di tennis facente parte del Grand Prix dal 1977 al 1984. 
Si giocava a Aix-en-Provence in Francia su campi in terra rossa.

## Albo d'oro

### Singolare
| Anno       | Vincitore       | Finalista       | Punteggio                 |
| ---------- | --------------- | --------------- | ------------------------- |
| 1977       | Ilie Năstase    | Guillermo Vilas | 6–1, 7–5 (Vilas ritirato) |
| 1978       | Guillermo Vilas | José Luis Clerc | 6–3, 6–0, 6–3             |
| 1979- 1982 | Non disputato   | Non disputato   | Non disputato             |
| 1983       | Mats Wilander   | Sergio Casal    | 6–3, 6–2                  |
| 1984       | Juan Aguilera   | Fernando Luna   | 6–4, 7–5                  |

### Doppio
| Anno       | Vincitori                     | Finalisti                      | Punteggio     |
| ---------- | ----------------------------- | ------------------------------ | ------------- |
| 1977       | Ilie Năstase Ion Țiriac       | Patrice Dominguez Rolf Norberg | 7–5, 7–6      |
| 1978       | Ion Țiriac Guillermo Vilas    | Jan Kodeš Tomáš Šmíd           | 7–6, 6–1      |
| 1979- 1982 | Non disputato                 | Non disputato                  | Non disputato |
| 1983       | Henri Leconte Gilles Moretton | Iván Camus Sergio Casal        | 2–6, 6–1, 6–2 |
| 1984       | Pat Cash Paul McNamee         | Chris Lewis Wally Masur        | 4–6, 6–3, 6–4 |